# Margareta Maria von Bouwinghausen-Wallmerode
Margareta Maria von Bouwinghausen und Wallmerode (* 7. September 1629 in Stuttgart; † nach 1679 in Wien(?)) war eine adelige Übersetzerin und Schriftstellerin. Sie war eine Schülerin von Johann Valentin Andreae.

## Leben
Geboren wurde Margareta von Bouwinghausen als fünftes Kind von der zweiten Frau des württembergischen Offiziers und Diplomaten Benjamin von Bouwinghausen und Wallmerode. Die Familie besaß ein Haus in Stuttgart und ab 1616 auch die Burg Zavelstein bei Calw. Da Calw in den Unruhen des Dreißigjährigen Kriegs durch die Schlacht bei Nördlingen (1634) vollständig zerstört und die Burg Zavelstein im Zuge dieser Schlacht geplündert wurde, hielt sich die Familie zu jener Zeit in Stuttgart auf. Aus demselben Grund nahm Johann Valentin Andreae, der zuvor als Superintendent in Calw angestellt war, 1638 ein Amt zum Hofprediger und Konsistorialrat in Stuttgart an. Ihn verehrte Margareta von Bouwinghausen wie einen zweiten Vater. Denn in ihrem sechsten Lebensjahr verstarb ihr leiblicher Vater, der ein enger Freund und Patron von Johann Valentin Andreae war. Es ist Andreaes Förderung und ihrem Interesse für Dichtung, Philosophie und Sprachen zu verdanken, dass Margareta von Bouwinghausen 1652 ihre erste Übersetzung publizierte. Mehrere Lexika beschreiben ihre guten Kenntnisse in Französisch und Latein. Nachdem sie um die Zeit ihrer ersten Publikation mit Johann Wilhelm von Stubenberg Bekanntschaft gemacht hatte, zog sie 1661 nach Wien und lebte in seinem Umkreis.

## Literarisches Werk
Mit dreiundzwanzig Jahren übersetzte sie das Erbauungsbuch Heaven upon Earth (1606) von Joseph Hall auf der Grundlage der französischen Ausgabe von Urbain Chevreau. Es erschien 1652 unter dem Titel Waarer und großmütiger Christen Krieg- Sieg- und Frieden-Spiegel. Zwischen 1663 und Ende 1664 oder Anfang 1665 schloss sie die vollständige Übersetzung von Pierre Charrons De la sagesse ab. Das Buch war schon kurz nach seiner Erscheinung 1601 umstritten und galt als «freigeistig», weshalb es wohl erst sechzig Jahre später ins Deutsche übersetzt wurde. Das Ausgabejahr variiert auf den Titelblättern zwischen den Jahren 1668 und 1669. Margareta von Bouwinghausen setzte ihren Text über die reformerische Frömmigkeit Andreaes hinausgehend in den Kontext der Weltgewandtheit von Johann Wilhelm von Stubenberg. Sie wollte damit ein neues Menschenbild initiieren, das in christlich-frommer Weise auf »gesunde Vernunft«, Urteilsvermögen und Selbstbestimmung jenseits eingefahrener gesellschaftlicher Normen zielt. Dadurch reklamiert sie für sich eine Position, wie sie damals nur Männern zugestanden wurde. Denn eine ambitionierte Übersetzung wie die ihre, war dem Verfassen von Neutexten ebenbürtig. Es galt im besten Fall, das Original zu übertreffen.
Sigmund von Birken verfasste im Werk De la sagesse einen »Ehren-Zuruff« auf Blatt a6 unter seinem Pseudonym »der Erwachsene« und er soll das Werk als erster gegengelesen haben.

## Schriften (Auswahl)
- Margareta von Bouwinghausen und Wallmerode: Waarer und großmütiger Christen Krieg- Sieg- und Frieden-Spiegel. Erstlich in Englischer Sprach herauß gegeben/ durch Msr. Joseph Hall; Hernach ... in Frantzösisch übersetzet: Und auß disem; ... in rein Hoch-Teutsch gebracht. Durch Eine Tugend-Begierige Liebhaberin der hochberühmten Teutschen Völckerschafft [d. i. Magreta Maria von Buwinckhaussen], Werlin, Tübingen 1652. (Digitalisat bei der Herzog August Bibliothek).
- Margareta von Bouwinghausen und Wallmerode: Das Liecht der Weißheit: Zu Erforschung deß Ursprungs und wahrer Eigenschafften aller Dinge Den Weg zeigend / Angezündet durch den Herrn von Charron, in Französischer Sprache. Und nun übersezt/ Durch Eine Teutschliebende Feder [d. i. Margareta Maria Bouwinghausen von Wallmerode], Kühn, Ulm 1668. (Digitalisat bei der Digitalen Historischen Bibliothek Erfurt/Gotha und Digitalisiert bei der Staatsbibliothek Berlin).